# Akkretion (Recht)
Die Akkretion (von lat. accretio „Zunahme“) bezeichnet eine originäre Art des Erwerbs von Staatsgebiet durch Neubildung von Land. Diese Art von Erwerb ist völkerrechtskonform und bedarf keiner weiteren Legitimation. Durch eine Akkretion kann also ein Staat sein Staatsgebiet vergrößern.
Akkretion kann auf verschiedene Weisen geschehen:
- Anschwemmung
- Rückgang des Meeresspiegels
- natürliche Bildung von Inseln in Küstengewässern
- Bau von Anlagen (z. B. Deich, Mole) an Meeresküsten und in Küstengewässern